# Conopsis megalodon
Conopsis megalodon är en ormart som beskrevs av Taylor och Smith 1942. Conopsis megalodon ingår i släktet Conopsis och familjen snokar. Inga underarter finns listade i Catalogue of Life.
Arten förekommer med flera från varandra skilda populationer i södra Mexiko i bergstrakten Sierra Madre del Sur, delstater Guerrero och Oaxaca. Den lever i regioner som ligger 1730 till 3200 meter över havet. Denna orm vistas i lövfällande skogar och i andra skogar med ekar och tallar. Den kan hittas i återskapade skogar och den besöker ibland jordbruksmark. Individerna gräver i lövskiktet eller i det översta jordlagret. De gömmer sig ofta under stenar eller bakom lös bark. Honor lägger inga ägg utan föder levande ungar.
För beståndet är inga hot kända och beståndet anses vara stabilt. IUCN kategoriserar arten globalt som livskraftig.